# 足立区議会
足立区議会（あだちくぎかい）は、東京都足立区の地方議会。

## 概要
- 定数：45人
- 任期：2023年5月26日 - 2027年5月25日
- 選挙区：区全体を1選挙区とする大選挙区制（単記非移譲式）
- 議長：工藤哲也（自由民主党）
- 副議長：たがた直昭（公明党）

## 会派
| 会派名                                 | 議員数 | 所属党派                        | 議員名 | 女性議員数 | 女性議員の比率(%) |
| -------------------------------------- | ------ | ------------------------------- | --- | ---------- | ----------------- |
| 足立区議会自由民主党                   | 13     | 自由民主党                      | 白石正輝、吉岡茂、鹿浜昭、かねだ正、しぶや竜一、伊藤のぶゆき、長沢興祐、杉本ゆう、岡田将和、渡辺ひであき、工藤てつや、ただ太郎、くじらい実                             | 0          | 0                 |
| 足立区議会公明党                       | 13     | 公明党                          | たがた直昭、小泉ひろし、長井まさのり、佐々木まさひこ、くぼた美幸、いいくら昭二、吉田こうじ、大竹さよこ、石毛かずあき、水野あゆみ、岡安たかし、さの智恵子、太田せいいち | 3          | 23.08             |
| 日本共産党足立区議団                   | 6      | 日本共産党                      | ぬかが和子、はたの昭彦、山中ちえ子、横田ゆう、小林ともよ、西の原ゆま                                                                                                   | 5          | 83.33             |
| 是々非々の会（維新・参政・無所属）     | 5      | 日本維新の会2・参政党1・無所属2 | 富田けんたろう、へんみ圭二、おぐら修平、野沢てつや、加地まさなお | 0          | 0                 |
| 都民ファースト無所属の会               | 3      | 都民ファーストの会              | 中島こういちろう、佐藤あい、川村みこと | 2          | 66.66             |
| 足立区議会議会改革を全力で推し進める会 | 2      | 国民民主党1・無所属1            | 土屋のりこ、長谷川たかこ | 2          | 100               |
| 無会派                                 | 1      | れいわ新選組                    | 髙橋まゆみ | 1          | 100               |
| 無会派                                 | 1      | 無所属                          | 市川おさと | 0          | 0                 |
| 無会派                                 | 1      |                                 | 欠員 | 0          | 0                 |
| 計                                     | 45     |                                 | | 13         | 28.89             |

（2024年9月15日現在）

## 議員報酬等
| 役職     | 報酬            | 政務活動費  |
| -------- | --------------- | ----------- |
| 議長     | 月額 94万4000円 | 月額 16万円 |
| 副議長   | 月額 80万9000円 | 月額 16万円 |
| 委員長   | 月額 67万7000円 | 月額 16万円 |
| 副委員長 | 月額 64万6000円 | 月額 16万円 |
| 議員     | 月額 61万6000円 | 月額 16万円 |

※別途、年2回期末手当あり

## 選挙

### 2023年足立区議会議員選挙
2023年5月21日執行　選挙人名簿登録者数：569,492人　最終投票率：42.79%　定数：45人　立候補者数：64人　当選者男女比：男性66.67%女性33.33%

### 2019年足立区議会議員選挙
2019年5月26日執行　選挙人名簿登録者数：565,179人　最終投票率：42.89%　定数：45人　立候補者数：57人　当選者男女比：男性75.56%女性24.44%

### 2015年足立区議会議員選挙
2015年5月17日執行　選挙人名簿登録者数：543,095人　最終投票率：46.07%　定数：45人　立候補者数：55人　当選者男女比：男性82.22%女性17.78%

### 2011年足立区議会議員選挙
2011年5月15日執行　選挙人名簿登録者数：536,208人　最終投票率：47.33%　定数：45人　立候補者数：63人　当選者男女比：男性84.44%女性15.56%

### 2007年足立区議会議員選挙
2007年4月22日執行　選挙人名簿登録者数：518,141人　最終投票率：45.23%　定数：50人　立候補者数：61人　当選者男女比：男性80.00%女性20.00%

## 委員会

### 常任委員会
- 総務委員会（定数8名）
- 区民委員会（定数7名）
- 産業環境委員会（定数7名）
- 厚生委員会（定数8名）
- 建設委員会（定数7名）
- 文教委員会（定数8名）

### 議会運営委員会
定数12名。

### 特別委員会
- 交通網・都市基盤整備調査特別委員会（定数11名）
- 子ども・子育て支援対策調査特別委員会（定数11名）
- 災害・オウム対策調査特別委員会（定数11名）
- エリアデザイン調査特別委員会（定数11名）

（2023年4月28日現在）

## 騒動

### 白石正輝区議によるLGBT差別発言
2020年9月25日、白石正輝区議（自民党）が足立区議会定例会における少子化問題に関する議論の中で「法律で同性愛者が守られると足立区が滅んでしまう」「普通の結婚をして子どもを生み育てることがいかに人間にとって大切か」という趣旨の発言をした。
白石の発言について「同性愛者に対する差別である」という抗議があり、同年10月、白石は区議会本会議で発言を撤回・謝罪した
。
発言が広く報道されて以降、区は近藤弥生区長を中心に「パートナーシップ・ファミリーシップの宣誓の取扱いに関する要綱」の制定を進め、2021年4月より「足立区パートナーシップ・ファミリーシップ制度」が始まった。近藤自身も白石の発言について「LGBTだけでなく女性への蔑視を感じた。私も差別された方の一員だ」「（白石と）同じ認識を持っていると思われることは許せない」と述べ、強く批判している。

## 出身者
- 鯨岡兵輔（衆議院議員、東京都議会議員）
- 古性直（足立区長）
- 近藤信好（東京都議会議員）
- 高島直樹（東京都議会議員）
- 発地易隆（東京都議会議員）
- 銀川裕依子（東京都議会議員）